# 필리핀쥐사슴
필리핀쥐사슴 또는 발라박쥐사슴(Tragulus nigricans)은 작은사슴과에 속하는 우제류의 일종이다. 작은 야행성 반추류로 필리핀 팔라완주의 발라박 제도에서 발견된다.